# Heroldia appressa
Heroldia appressa är en kräftdjursart som beskrevs av Karl Wilhelm Verhoeff1926. Heroldia appressa ingår i släktet Heroldia och familjen Philosciidae. Inga underarter finns listade i Catalogue of Life.